# Тангатарово
Тангата́рово (рос. Тангатарово, башк. Таңатар) — присілок у складі Бураєвського району Башкортостану, Росія. Адміністративний центр Тангатаровської сільської ради.
Населення — 421 особа (2010; 507 у 2002).
Національний склад:
- башкири — 90 %